# Montégut-Arros
Montégut-Arros (okzitanisch Montegut Arròs) ist eine französische Gemeinde mit 279 Einwohnern (Stand: 1. Januar 2022) im Département Gers in der Region Okzitanien (vor 2016 Midi-Pyrénées). Sie gehört zum Arrondissement Mirande und zum Kanton Mirande-Astarac. Die Einwohner werden  Montégutois genannt.

## Lage
Montégut-Arros liegt an der Mündung des Lurus in den Arros, etwa 25 Kilometer nordnordöstlich von Tarbes.
Nachbargemeinden von Montégut-Arros sind Villecomtal-sur-Arros im Nordwesten und Norden, Laguian-Mazous im Norden und Nordosten, Estampes im Nordosten und Osten, Estampures im Osten und Südosten, Fréchède im Südosten, Moumoulous und Saint-Sever-de-Rustan im Süden, Sénac im Südwesten, Mingot im Westen sowie Rabastens-de-Bigorre im Westen und Nordwesten.

## Bevölkerungsentwicklung
| Jahr                       | 1962 | 1968 | 1975 | 1982 | 1990 | 1999 | 2009 | 2014 | 2020 |
| Einwohner                  | 333  | 340  | 335  | 350  | 328  | 286  | 298  | 299  | 282  |
| Quellen: Cassini und INSEE |      |      |      |      |      |      |      |      |      |

## Sehenswürdigkeiten

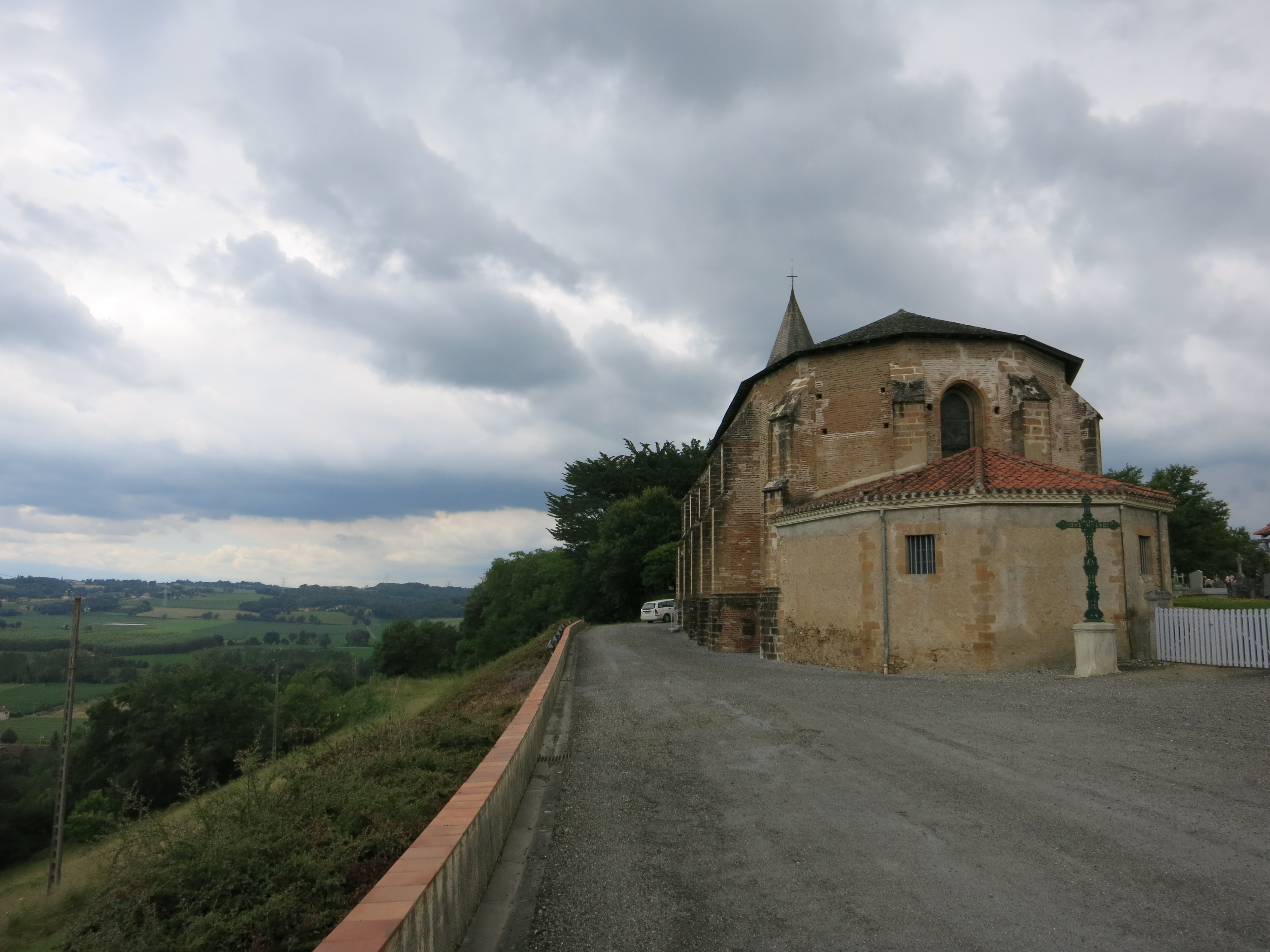
Kirche Notre-Dame-de-l’Assomption

- Kirche Notre-Dame-de-l’Assomption